# Adam Horowitz
Adam Horowitz (født 4. december 1971) er en amerikansk manuskriptforfatter på blandt andet Felicity, Black Sash, One Tree Hill, Popular, Fantasy Island, Birds of Prey, Life As We Know It, Once Upon a Time og Lost.